# Кониські
Кониські — український козацько-старшинський, а пізніше дворянський рід.

## Представники
- Кониський Осип Іванович — знатний полк. товариш, ніжинський бургомістр (з 1727)
- Архієпископ Григорій (Кониський) (1717—1795) — український письменник, проповідник, церковний і культурний діяч.
- Кониський Дмитро Григорович — сотник варвинський (1736-53). Навч. у КМА (1727)
- Кониський Олександр Якович (1836—1900) — український перекладач, письменник, видавець, лексикограф, педагог, громадський діяч ліберального напряму. Професійний адвокат. Автор слів пісні «Молитва за Україну».
- Горбачевський Іван Іванович (1800—1869) - декабрист. Його мати до шлюбу Кониська.